# 曾育生
曾育生（1913年—1991年），中国人民解放军将领、中国人民解放军开国少将。
曾任中国人民解放军兰州军区卫生部部长。1955年，授予中国人民解放军少将。